# De röda skorna
De röda skorna (engelska: The Red Shoes) är en brittisk dramafilm från 1948, i regi av Michael Powell och Emeric Pressburger. I huvudrollerna ses Moira Shearer, Anton Walbrook, Marius Goring och Robert Helpmann.
1999 placerade British Film Institute filmen på 9:e plats på sin lista över de 100 bästa brittiska filmerna genom tiderna. 

## Handling
Filmen handlar om ballerinan Vicky Page (Moira Shearer) som slits mellan sin älskare och danskonsten.

## Rollista i urval
- Moira Shearer - Victoria "Vicky" Page, ballerina
- Marius Goring - Julian Craster, kompositör
- Anton Walbrook - Boris Lermontov, dansgruppen Lermontovs producent
- Léonide Massine - Grischa Ljubov, koreograf
- Robert Helpmann - Ivan Boleslavskij, dansare
- Albert Basserman - Sergei Ratov, scenograf
- Ludmilla Tjerina - Boronskaja, prima ballerina
- Esmond Knight - Livingstone "Livy" Montague
- Austin Trevor - Professor Palmer
- Jean Short - Terry
- Gordon Littman - Ike
- Eric Berry - Dimitri
- Irene Browne - Lady Neston

## Produktionen
Flera av de ledande rollerna spelas av professionella dansare varav flera var knutna till Londonbaserade Royal Ballet.